# بوكيمون بلاتينم
بوكيمون بلاتينم (بالإنجليزية: Pokémon Platinum‎؛ باليابانية: ポケットモンスタープラチナ)، هي لعبة فيديو تقمص الأدوار من تطوير غيم فريك، ومن نشر ذا بوكيمون كومباني ونينتندو، صدرت في اليابان سنة 2008 وفي باقي العالم سنة 2009 على نينتندو دي أس.

## المواقع الخارجية
- الموقع الرسمي